# Bitterballen

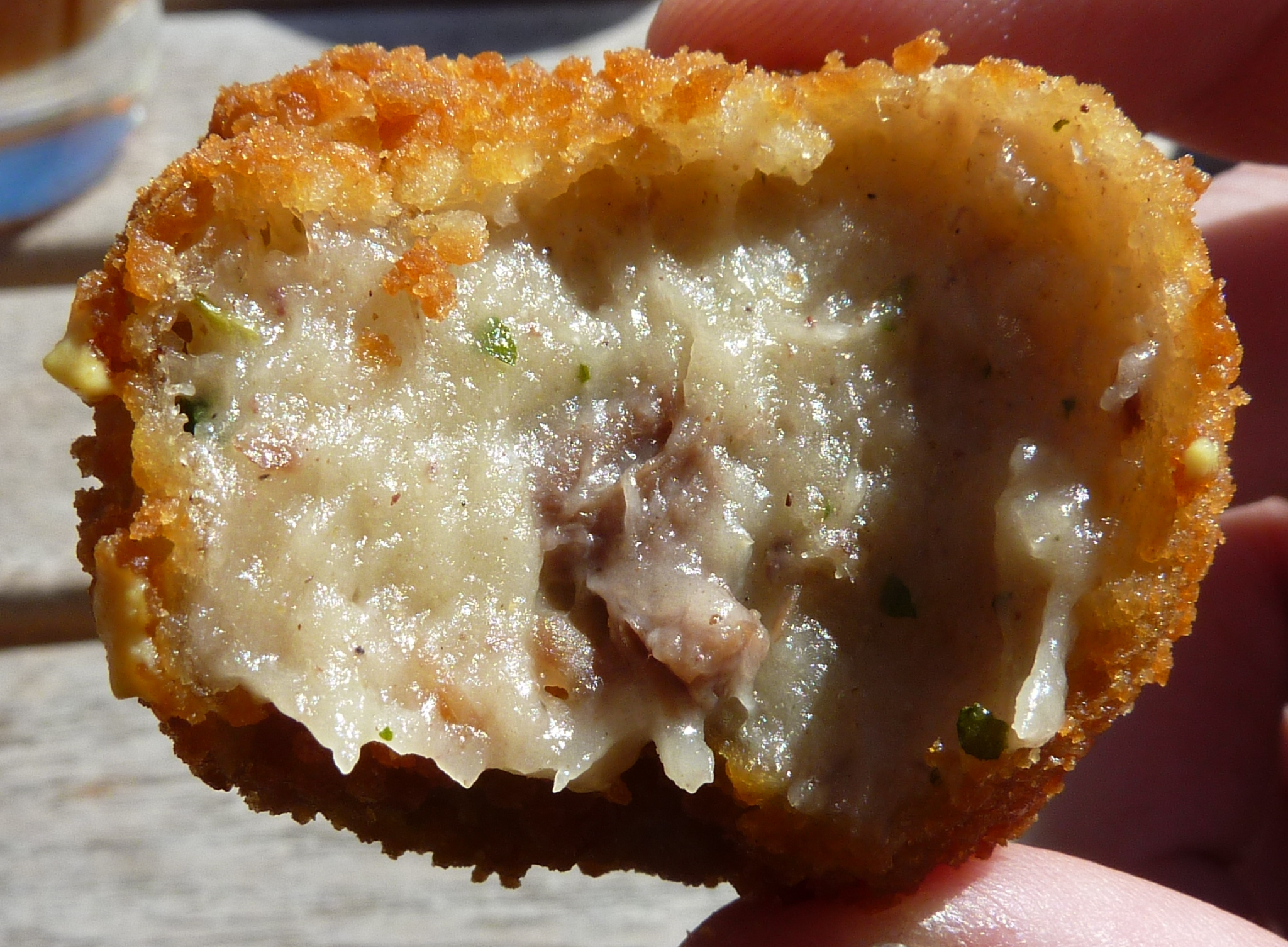
Bilden visar en delad bitterbal. Det består av en friterad mjuk roux.

Bitterballen (plural av bitterbal ) är ett nederländskt köttbaserat mellanmål som görs genom att man gör en mycket tjock gryta som gjorts tjock i konsistensen med roux gjord på nötköttsbuljong. Den innehåller även kött. Därefter kyls grytan tills den stelnar och sedan rullas den tjocka blandningen till bollar som sedan paneras och steks eller friteras. Kryddorna i grytan som utgör basen inkluderar vanligtvis lök, salt och peppar, persilja och muskotnöt. De flesta recept innehåller muskotnöt och det finns även varianter som använder currypulver eller tillsätter finhackade grönsaker som morot.   
Bitterbollar serveras ofta som en del av ett urval av salta snacks som passar till drycker, på pubar eller mottagningar i Nederländerna.
Bitterbollar är mycket lik den vanligare kroketten (kroketten på nederländska) i ingredienser och tillagningsmetoder, såväl som smak, även om de större kroketterna har en distinkt avlång korvform, men med en liknande diameter.